# Jonny Zéro
Jonny Zéro (Jonny Zero) est une série télévisée américaine en 13 épisodes de 42 minutes, dont seulement huit ont été diffusés entre le 14 janvier 2005 et le 4 mars 2005 sur le réseau FOX.
En France, la série a été diffusée à partir du 7 mars 2006 sur W9 et en Belgique sur Plug RTL.

## Synopsis
Après avoir purgé une peine de prison pour le meurtre d'un homme, Jonny Calvo retrouve la liberté déterminé à changer de vie et à se réconcilier avec son ex-épouse et son fils. Mais dès sa sortie de prison, il est contacté par Joseph Garret, son ex employeur, qui tente de le replonger dans son passé de criminel. Il accepte alors la proposition d'un agent du FBI de devenir un informateur.

## Distribution
- Franky G. (VF : Serge Faliu) : Jonny Calvo
- GQ (VF : Nessym Guetat) : Random
- Brennan Hesser (VF : Ariane Aggiage) : Danielle « Velvet » Styles
- Chris Bauer (VF : Bernard Bollet): Douglas Stringer
- Ritchie Coster (VF : Roland Timsit) : Joseph Garrett

## Épisodes
1. Sur parole (Pilot)
2. Héros à votre service (No Good Deed)
3. La Loi de la famille (La Familia)
4. Bébés à vendre (Who's Your Daddy?)
5. Frères de hip-hop (I Did It All for the Nooky)
6. En chasse (Bounty)
7. Titre français inconnu (Lost and Found)
8. Des flics sous influence (To Serve & Protect)
9. Diamants explosifs (Diamonds & Guns)
10. Titre français inconnu (Man Up)
11. Péchés éternels (Sins of the Father)
12. Sur écoute (Wired)
13. Entre deux feux (Betrayal)